# Nová Polianka
Nová Polianka es un municipio del distrito de Svidník en la región de Prešov, Eslovaquia, con una población estimada en 2020 de 72 habitantes. 
Se encuentra ubicado en el centro-norte de la región, cerca del río Ondava (cuenca hidrográfica del río Tisza) y de la frontera con  Polonia.

## Demografía
| Año        | 1994 | 2004    | 2014     | 2024    |
| ---------- | ---- | ------- | -------- | ------- |
| Población  | 64   | 58      | 78       | 71      |
| Diferencia |      | −9,37 % | +34,48 % | −8,97 % |

| Año        | 2023 | 2024    |
| ---------- | ---- | ------- |
| Población  | 67   | 71      |
| Diferencia |      | +5,97 % |